# Auto GP 2014
Navigation
2013 2015
La saison 2014 des Auto GP World Series est la cinquième saison du championnat Auto GP, la seizième saison de l'ancien Euroseries 3000. Le championnat débute le 13 avril à Marrakech et s'achève le 19 octobre sur le Circuit d'Estoril, après huit meetings. Il voit le sacre de Kimiya Sato.

## Repères de débuts de saison
Système de points
Course principale:
| Position         | Position         | Position         | Position         | Position         | Position         | Position         | Position         | Position         | Position         | Position |
| Nombre de points | Nombre de points | Nombre de points | Nombre de points | Nombre de points | Nombre de points | Nombre de points | Nombre de points | Nombre de points | Nombre de points |          |
| 1er              | 2ème             | 3ème             | 4ème             | 5ème             | 6ème             | 7ème             | 8ème             | 9ème             | 10ème            |          |
| ---------------- | ---------------- | ---------------- | ---------------- | ---------------- | ---------------- | ---------------- | ---------------- | ---------------- | ---------------- | -------- |
| 25               | 18               | 15               | 12               | 10               | 8                | 6                | 4                | 2                | 1                |          |

Course sprint:
| Position         | Position         | Position         | Position         | Position         | Position         | Position         | Position         | Position         | Position         | Position |
| Nombre de points | Nombre de points | Nombre de points | Nombre de points | Nombre de points | Nombre de points | Nombre de points | Nombre de points | Nombre de points | Nombre de points |          |
| 1er              | 2ème             | 3ème             | 4ème             | 5ème             | 6ème             | 7ème             | 8ème             | 9ème             | 10ème            |          |
| ---------------- | ---------------- | ---------------- | ---------------- | ---------------- | ---------------- | ---------------- | ---------------- | ---------------- | ---------------- | -------- |
| 20               | 15               | 12               | 10               | 8                | 6                | 4                | 3                | 2                | 1                |          |

Deux points supplémentaires sont attribués a l'auteur de la pôle position en course 1. Un autre point est attribué au détenteur du meilleur tour de chaque course.

## Engagés
| Équipe                          | Voiture           | No. | Pilote                | Manches  |
| ------------------------------- | ----------------- | --- | --------------------- | -------- |
| Super Nova International        | Lola B05/52 Zytek | 1   | Markus Pommer         | Toutes   |
| Super Nova International        | Lola B05/52 Zytek | 2   | Ricardo Teixeira      | 2        |
| Super Nova International        | Lola B05/52 Zytek | 2   | Francesco Dracone     | 4–5, 7–8 |
| Super Nova International        | Lola B05/52 Zytek | 2   | Vittorio Ghirelli     | 3        |
| Super Nova International        | Lola B05/52 Zytek | 88  | Michela Cerruti       | 1–7      |
| Super Nova International        | Lola B05/52 Zytek | 88  | Vittorio Ghirelli     | 8        |
| Virtuosi UK                     | Lola B05/52 Zytek | 4   | Andrea Roda           | Toutes   |
| Virtuosi UK                     | Lola B05/52 Zytek | 6   | Richard Gonda         | 1–2      |
| Virtuosi UK                     | Lola B05/52 Zytek | 11  | Sam Dejonghe          | 1–3      |
| Virtuosi UK                     | Lola B05/52 Zytek | 11  | Pål Varhaug           | 5        |
| Virtuosi UK                     | Lola B05/52 Zytek | 11  | Tamás Pál Kiss        | 6–8      |
| Ibiza Racing Team               | Lola B05/52 Zytek | 7   | Giuseppe Cipriani     | 1–7      |
| Ibiza Racing Team               | Lola B05/52 Zytek | 20  | Francesco Dracone     | 1        |
| Ibiza Racing Team               | Lola B05/52 Zytek | 20  | Niccolò Schirò        | 2        |
| Zele Racing                     | Lola B05/52 Zytek | 8   | Sergio Campana        | 1        |
| Zele Racing                     | Lola B05/52 Zytek | 8   | Yoshitaka Kuroda      | 2–3      |
| Zele Racing                     | Lola B05/52 Zytek | 8   | Christof von Grünigen | 4–6      |
| Zele Racing                     | Lola B05/52 Zytek | 8   | Antônio Pizzonia      | 8        |
| Zele Racing                     | Lola B05/52 Zytek | 9   | Tamás Pál Kiss        | 1–5      |
| Zele Racing                     | Lola B05/52 Zytek | 9   | Luís Sá Silva         | 8        |
| Zele Racing                     | Lola B05/52 Zytek | 10  | Samin Gómez           | 4–5      |
| Euronova Racing                 | Lola B05/52 Zytek | 15  | Yoshitaka Kuroda      | 1, 7     |
| Euronova Racing                 | Lola B05/52 Zytek | 15  | Shinya Michimi        | 4, 8     |
| Euronova Racing                 | Lola B05/52 Zytek | 16  | Kimiya Sato           | 1–3, 5–7 |
| Euronova Racing                 | Lola B05/52 Zytek | 16  | Yoshitaka Kuroda      | 4        |
| Euronova Racing                 | Lola B05/52 Zytek | 77  | Salvatore de Plano    | 5        |
| Euronova Racing                 | Lola B05/52 Zytek | 77  | Shinya Michimi        | 6        |
| Eurotech Engineering FMS Racing | Lola B05/52 Zytek | 28  | Kevin Giovesi         | Toutes   |
| Eurotech Engineering FMS Racing | Lola B05/52 Zytek | 69  | Loris Spinelli        | 1–5      |
| Eurotech Engineering FMS Racing | Lola B05/52 Zytek | 99  | Vittorio Ghirelli     | 5        |
| Eurotech Engineering FMS Racing | Lola B05/52 Zytek | 99  | Salvatore de Plano    | 6–8      |
| MLR 71 by Euronova              | Lola B05/52 Zytek | 71  | Michele La Rosa       | Toutes   |

## Calendrier de la saison 2014
Les trois premières manches sont disputées en support du WTCC, les autres manches se font en support d'autres championnats nationaux.
| Manche | Manche | Date       | Événement                 | Circuit                       | Lieu         | Pays      |
| ------ | ------ | ---------- | ------------------------- | ----------------------------- | ------------ | --------- |
| 1      | C1     | 12 avril   | WTCC Race of Morocco      | Circuit Moulay El Hassan      | Marrakech    | Maroc     |
| 1      | C2     | 13 avril   | WTCC Race of Morocco      | Circuit Moulay El Hassan      | Marrakech    | Maroc     |
| 2      | C1     | 19 avril   | WTCC Race of France       | Circuit Paul-Ricard           | Le Castellet | France    |
| 2      | C2     | 20 avril   | WTCC Race of France       | Circuit Paul-Ricard           | Le Castellet | France    |
| 3      | C1     | 3 mai      | WTCC Race of Hungary      | Hungaroring                   | Mogyoród     | Hongrie   |
| 3      | C2     | 4 mai      | WTCC Race of Hungary      | Hungaroring                   | Mogyoród     | Hongrie   |
| 4      | C1     | 31 mai     | Italian GT Championship   | Autodromo Nazionale Monza     | Monza        | Italie    |
| 4      | C2     | 1er juin   | Italian GT Championship   | Autodromo Nazionale Monza     | Monza        | Italie    |
| 5      | C1     | 28 juin    | ACI/CSAI Racing Week-end  | Autodromo Enzo e Dino Ferrari | Imola        | Italie    |
| 5      | C2     | 29 juin    | ACI/CSAI Racing Week-end  | Autodromo Enzo e Dino Ferrari | Imola        | Italie    |
| 6      | C1     | 20 juillet | 4 Heures du Red Bull Ring | Red Bull Ring                 | Spielberg    | Autriche  |
| 6      | C2     | 20 juillet | 4 Heures du Red Bull Ring | Red Bull Ring                 | Spielberg    | Autriche  |
| 7      | C1     | 16 août    | DTM Nürburgring           | Nürburgring                   | Nürburg      | Allemagne |
| 7      | C2     | 17 août    | DTM Nürburgring           | Nürburgring                   | Nürburg      | Allemagne |
| 8      | C1     | 19 octobre | 4 Heures d'Estoril        | Circuit d'Estoril             | Estoril      | Portugal  |
| 8      | C2     | 19 octobre | 4 Heures d'Estoril        | Circuit d'Estoril             | Estoril      | Portugal  |

## Résultats de la saison 2014
| Manche | Manche | Événement                 | Pole position  | Meilleur tour    | Pilote vainqueur | Équipe gagnante          |
| ------ | ------ | ------------------------- | -------------- | ---------------- | ---------------- | ------------------------ |
| 1      | C1     | WTCC Race of Morocco      | Kevin Giovesi  | Markus Pommer    | Kimiya Sato      | Euronova Racing          |
| 1      | C2     | WTCC Race of Morocco      |                | Markus Pommer    | Markus Pommer    | Super Nova International |
| 2      | C1     | WTCC Race of France       | Kevin Giovesi  | Kimiya Sato      | Tamás Pál Kiss   | Zele Racing              |
| 2      | C2     | WTCC Race of France       |                | Markus Pommer    | Kevin Giovesi    | Eurotech Engineering     |
| 3      | C1     | WTCC Race of Hungary      | Markus Pommer  | Tamás Pál Kiss   | Kimiya Sato      | Euronova Racing          |
| 3      | C2     | WTCC Race of Hungary      |                | Kimiya Sato      | Kimiya Sato      | Euronova Racing          |
| 4      | C1     | Italian GT Championship   | Markus Pommer  | Shinya Michimi   | Markus Pommer    | Super Nova International |
| 4      | C2     | Italian GT Championship   |                | Markus Pommer    | Kevin Giovesi    | Eurotech Engineering     |
| 5      | C1     | ACI/CSAI Racing Weekend   | Markus Pommer  | Kimiya Sato      | Kimiya Sato      | Euronova Racing          |
| 5      | C2     | ACI/CSAI Racing Weekend   |                | Kimiya Sato      | Michela Cerruti  | Super Nova International |
| 6      | C1     | 4 Heures du Red Bull Ring | Kimiya Sato    | Kimiya Sato      | Kimiya Sato      | Euronova Racing          |
| 6      | C2     | 4 Heures du Red Bull Ring |                | Shinya Michimi   | Andrea Roda      | Virtuosi UK              |
| 7      | C1     | DTM Nürburgring           | Markus Pommer  | Kimiya Sato      | Kimiya Sato      | Euronova Racing          |
| 7      | C2     | DTM Nürburgring           |                | Kimiya Sato      | Tamás Pál Kiss   | Virtuosi UK              |
| 8      | C1     | 4 Heures d'Estoril        | Tamás Pál Kiss | Antônio Pizzonia | Tamás Pál Kiss   | Virtuosi UK              |
| 8      | C2     | 4 Heures d'Estoril        |                | Shinya Michimi   | Shinya Michimi   | Euronova Racing          |

## Classement saison 2014

### Classement pilotes
| Pos. | Pilote                | MAR  | MAR  | LEC  | LEC  | HUN | HUN | MNZ | MNZ | IMO  | IMO  | RBR | RBR | NUR | NUR | EST  | EST  | Points |
| ---- | --------------------- | ---- | ---- | ---- | ---- | --- | --- | --- | --- | ---- | ---- | --- | --- | --- | --- | ---- | ---- | ------ |
| 1    | Kimiya Sato           | 1    | 2    | 3    | 3    | 1   | 1   |     |     | 1    | 4    | 1   | 8†  | 1   | 3   |      |      | 221    |
| 2    | Tamás Pál Kiss        | Abd  | 3    | 1    | 2    | 2   | 7   | 2   | 5   | 9    | 9    | 2   | 2   | 4   | 1   | 1    | 4    | 207    |
| 3    | Markus Pommer         | 8    | 1    | 2    | 4    | 9   | 6   | 1   | 3   | Abd  | 5    | 5   | Abd | 3   | 2   | 3    | 5    | 180    |
| 4    | Andrea Roda           | 7†   | 4    | 5    | 7    | 3   | 5   | 4   | 2   | 3    | 8    | 3   | 1   | 5   | 4   | 5    | 8    | 166    |
| 5    | Kevin Giovesi         | Abd  | Abd  | 4    | 1    | 4   | 4   | 8   | 1   | 2    | 2    | 4   | 7†  | 2   | 6   | Forf | Forf | 155    |
| 6    | Michela Cerruti       | 4    | 5    | 7    | 5    | 10  | 10  | 3   | 7   | 5    | 1    | Abd | 3   | 6   | 5   |      |      | 113    |
| 7    | Michele La Rosa       | 2    | 6    | 9    | 9    | 7   | 9   | 5   | Abd | 12†  | 11   | 8   | 5   | 9   | 8   | 8    | 6    | 73     |
| 8    | Shinya Michimi        |      |      |      |      |     |     | 11† | 6   |      |      | 6   | 4   |     |     | 6    | 1    | 55     |
| 9    | Vittorio Ghirelli     |      |      |      |      | 8   | 2   |     |     | 10   | 6    |     |     |     |     | 2    | Abd  | 44     |
| 10   | Sam Dejonghe          | 5    | 8†   | Abd  | 6    | 5   | 3   |     |     |      |      |     |     |     |     |      |      | 41     |
| 11   | Giuseppe Cipriani     | 3    | 7    | 10   | 10   | 12† | Abd | 7   | 8   | 8    | Abd  | 9   | Abd | Abd | 9   |      |      | 38     |
| 12   | Yoshitaka Kuroda      | Forf | Forf | 8    | 8    | 6   | 11  | 10  | 4   |      |      |     |     | 7   | 7   |      |      | 36     |
| 13   | Francesco Dracone     | 9†   | 9†   |      |      |     |     | 6   | 10  | 6    | 10   |     |     | 8   | 10  | Abd  | 7    | 31     |
| 14   | Antônio Pizzonia      |      |      |      |      |     |     |     |     |      |      |     |     |     |     | 4    | 3    | 25     |
| 15   | Pål Varhaug           |      |      |      |      |     |     |     |     | 4    | 3    |     |     |     |     |      |      | 24     |
| 16   | Luís Sá Silva         |      |      |      |      |     |     |     |     |      |      |     |     |     |     | 7    | 2    | 21     |
| 17   | Loris Spinelli        | 6    | Abd  | 6    | Abd  | 11  | 8   | Abd | 11  | Forf | Forf |     |     |     |     |      |      | 19     |
| 18   | Christof von Grünigen |      |      |      |      |     |     | Abd | 9   | 7    | 7    | 7   | Abd |     |     |      |      | 18     |
| 19   | Salvatore de Plano    |      |      |      |      |     |     |     |     | 11   | 12   | 10  | 6   | Abd | 11  | 9    | 9    | 11     |
| 20   | Samin Gómez           |      |      |      |      |     |     | 9   | Abd | Forf | Forf |     |     |     |     |      |      | 2      |
| 21   | Sergio Campana        | 10†  | Abd  |      |      |     |     |     |     |      |      |     |     |     |     |      |      | 1      |
| 22   | Richard Gonda         | 11†  | Abd  | Forf | Forf |     |     |     |     |      |      |     |     |     |     |      |      | 0      |
| -    | Niccolò Schirò        |      |      | Abd  | Abd  |     |     |     |     |      |      |     |     |     |     |      |      | 0      |
| -    | Ricardo Teixeira      |      |      | Forf | Forf |     |     |     |     |      |      |     |     |     |     |      |      | 0      |
| Pos. | Pilote                | MAR  | MAR  | LEC  | LEC  | HUN | HUN | MNZ | MNZ | IMO  | IMO  | RBR | RBR | NUR | NUR | EST  | EST  | Points |

### Classement écuries
| Pos. | Écurie                          | MNZ  | MNZ  | MAR | MAR | HUN | HUN | SIL | SIL | MUG | MUG | NUR | NUR | DON | DON | BRN  | BRN  | Points |
| ---- | ------------------------------- | ---- | ---- | --- | --- | --- | --- | --- | --- | --- | --- | --- | --- | --- | --- | ---- | ---- | ------ |
| 1    | Super Nova International        | 4    | 1    | 2   | 4   | 8   | 2   | 1   | 3   | 5   | 1   | 5   | 3   | 3   | 2   | 3    | 5    | 339    |
| 1    | Super Nova International        | 8    | 5    | 7   | 5   | 9   | 6   | 3   | 7   | 6   | 5   | Abd | Abd | 8   | 5   | 2    | 7    | 339    |
| 2    | Virtuosi UK                     | 5    | 4    | 5   | 6   | 3   | 3   | 4   | 2   | 3   | 3   | 2   | 1   | 4   | 1   | 1    | 4    | 333    |
| 2    | Virtuosi UK                     | 7    | 8    | Abd | 7   | 5   | 5   |     |     | 4   | 8   | 3   | 2   | 5   | 4   | 5    | 8    | 333    |
| 3    | Euronova Racing                 | 1    | 2    | 3   | 3   | 1   | 1   | 10  | 4   | 1   | 4   | 1   | 4   | 1   | 3   | 6    | 1    | 297    |
| 3    | Euronova Racing                 | Forf | Forf |     |     |     |     | 11† | 6   | 11  | 12  | 6   | 8†  | 7   | 7   |      |      | 297    |
| 4    | Eurotech Engineering FMS Racing | 6    | Abd  | 4   | 1   | 4   | 4   | 8   | 1   | 2   | 2   | 4   | 6   | 2   | 6   | 9    | 9    | 190    |
| 4    | Eurotech Engineering FMS Racing | Abd  | Abd  | 6   | Abd | 11  | 8   | Abd | 11  | 10  | 6   | 10  | 7†  | Abd | Abd | Forf | Forf | 190    |
| 5    | Zele Racing                     | 10†  | 3    | 1   | 2   | 2   | 6   | 2   | 5   | 7   | 7   | 7   | Abd |     |     | 4    | 2    | 187    |
| 5    | Zele Racing                     | Abd  | Abd  | 8   | 8   | 7   | 11  | 9   | 9   | 9   | 9   |     |     |     |     | 7    | 3    | 187    |
| 6    | MLR 71 by Euronova              | 2    | 6    | 9   | 9   | 7   | 9   | 5   | Abd | 12† | 11  | 8   | 5   | 9   | 8   | 8    | 6    | 73     |
| 7    | Ibiza Racing                    | 3    | 7    | 10  | 10  | 12  | Abd | 7   | 8   | 8   | Abd | 9   | Abd | Abd | 9   |      |      | 42     |
| 7    | Ibiza Racing                    | 9†   | 9†   | Abd | Abd |     |     |     |     |     |     |     |     |     |     |      |      | 42     |
| Pos. | Pilote                          | MAR  | MAR  | LEC | LEC | HUN | HUN | MNZ | MNZ | IMO | IMO | RBR | RBR | NUR | NUR | EST  | EST  | Points |